# Stora Källskäret
Stora Källskäret med Grangrund, Kulinkar, Långgrund, Aspskäret och Bredskäret är numera en ö i Finland. Den ligger i Norra kvarken och i kommunen Vörå i den ekonomiska regionen  Vasa i landskapet Österbotten, i den västra delen av landet. Ön ligger omkring 38 kilometer norr om Vasa och omkring 400 kilometer norr om Helsingfors. 
Öns area är 3,85 kvadratkilometer och dess största längd är 3,8 kilometer i sydväst-nordöstlig riktning. Ön eller öarna ingår i ögruppen Mickelsörarna.

## Några delöar med egna namn
- Kulinkar 63°27′08″N 21°44′28″Ö / 63.4522°N 21.74121°Ö
- Aspskäret 63°26′45″N 21°43′20″Ö / 63.44577°N 21.72218°Ö
- Bredskäret 63°26′50″N 21°44′40″Ö / 63.44723°N 21.74442°Ö

(Lantmäteriverkets namn: Grangrund, Mickelsörarna, Kulinkar, Långgrund, Aspskäret, Bredskäret, Mikkelinsaaret)

## Klimat
Inlandsklimat råder i trakten. Årsmedeltemperaturen i trakten är 4 °C. Den varmaste månaden är augusti, då medeltemperaturen är 17 °C, och den kallaste är januari, med −8 °C.